# Eriochrysis
Eriochrysis es un género de plantas herbáceas de la familia de las poáceas. Es originario de regiones tropicales de América y África.

## Citología
Número de la base del cromosoma,  2n = 20.

## Especies
- Eriochrysis cayennensis P.Beauv.
- Eriochrysis filiformis (Hack.) Filg.
- Eriochrysis holcoides (Nees ex Trin.) Kuhlm.
- Eriochrysis laxa Swallen
- Eriochrysis warmingiana (Hackel) Kuhlm.[2]